# العلاقات التنزانية السريلانكية
العلاقات التنزانية السريلانكية هي العلاقات الثنائية التي تجمع بين تنزانيا وسريلانكا.

## مقارنة بين البلدين
هذه مقارنة عامة ومرجعية للدولتين:
| وجه المقارنة                                              | تنزانيا                        | سريلانكا                         |
| --------------------------------------------------------- | ------------------------------ | -------------------------------- |
| المساحة (كم2)                                             | 947.30 ألف                     | 65.61 ألف                        |
| عدد السكان (نسمة)                                         | 57.31 مليون                    | 21.44 مليون                      |
| الكثافة السكانية (ن./كم²)                                 | 60.5                           | 326.78                           |
| العاصمة                                                   | دودوما                         | سري جاياواردنابورا كوتي، كولمبو  |
| اللغة الرسمية                                             | اللغة السواحلية، لغة إنجليزية  | اللغة السنهالية، اللغة التاميلية |
| العملة                                                    | شيلينغ تانزاني                 | روبية سريلانكي                   |
| الناتج المحلي الإجمالي (بليون دولار)                      | 52.09 مليار                    | 87.17 مليار                      |
| الناتج المحلي الإجمالي (تعادل القوة الشرائية) بليون دولار | 138.73 مليار                   | 246.62 مليار                     |
| الناتج المحلي الإجمالي الاسمي للفرد دولار أمريكي          | 878                            | 3.93 ألف                         |
| الناتج المحلي الإجمالي للفرد دولار أمريكي                 | 2.54 ألف                       | 11.11 ألف                        |
| مؤشر التنمية البشرية                                      | 0.521                          | 0.757                            |
| رمز المكالمات الدولي                                      | +255                           | +94                              |
| رمز الإنترنت                                              | .tz                            | .lk،                             |
| المنطقة الزمنية                                           | ت ع م+03:00، توقيت شرق أفريقيا | ت ع م+05:30                      |

## منظمات دولية مشتركة
يشترك البلدان في عضوية مجموعة من المنظمات الدولية، منها:
| علم المنظمة | اسم المنظمة                               | تاريخ انضمام تنزانيا | تاريخ انضمام سريلانكا |
| ----------- | ----------------------------------------- | -------------------- | --------------------- |
|             | مؤسسة التنمية الدولية                     | 6 نوفمبر 1962        | 27 يونيو 1961         |
|             | يونسكو                                    | 6 مارس 1962          | 14 نوفمبر 1949        |
|             | وكالة ضمان الاستثمار متعدد الأطراف        | 19 يونيو 1992        | 27 مايو 1988          |
|             | الأمم المتحدة                             | 14 ديسمبر 1961       | 14 ديسمبر 1955        |
|             | دول الكومنولث                             | 9 ديسمبر 1961        | 1948                  |
|             | الاتحاد البريدي العالمي                   | ?                    | ?                     |
|             | البنك الدولي للإنشاء والتعمير             | 10 سبتمبر 1962       | 29 أغسطس 1950         |
|             | الاتحاد الدولي للاتصالات                  | 31 أكتوبر 1962       | 1897                  |
|             | منظمة حظر الأسلحة الكيميائية              | ?                    | ?                     |
|             | مؤسسة التمويل الدولية                     | 10 سبتمبر 1962       | 20 يوليو 1956         |
|             | المركز الدولي لتسوية المنازعات الاستشارية | 17 يونيو 1992        | 11 نوفمبر 1967        |
|             | منظمة التجارة العالمية                    | 1995                 | ?                     |
|             | منظمة الشرطة الجنائية الدولية             | ?                    | ?                     |

## وصلات خارجية
- موقع وزارة الخارجية التنزانية
- موقع وزارة الخارجية السريلانكية